# Roches, Loir-et-Cher

Roches este o comună în departamentul Loir-et-Cher, Franța. În 1 ianuarie 2022 avea o populație de 64 de locuitori.